# Linköpings stifts- och landsbibliotek

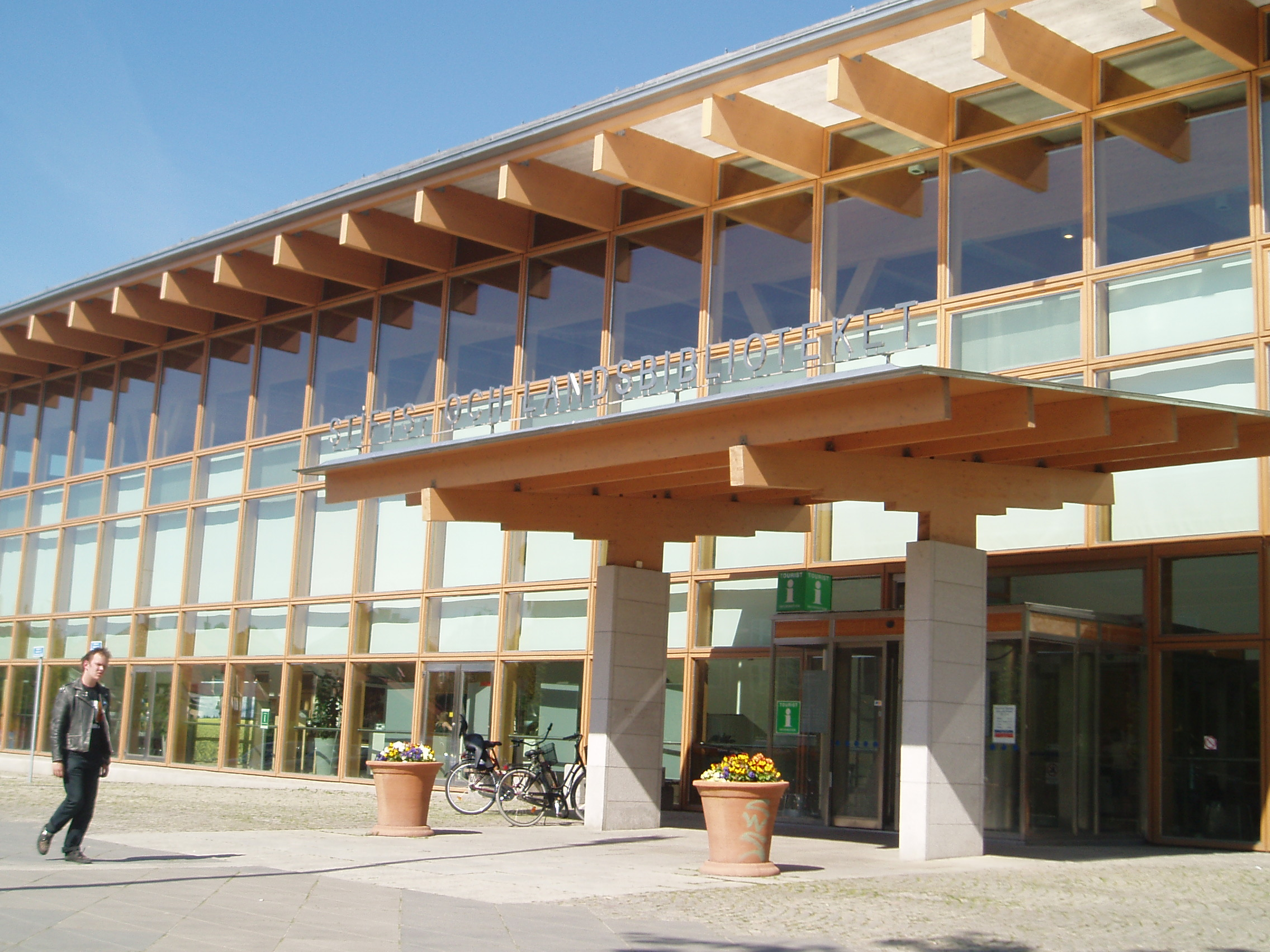
Bibliotekets entré i väster.

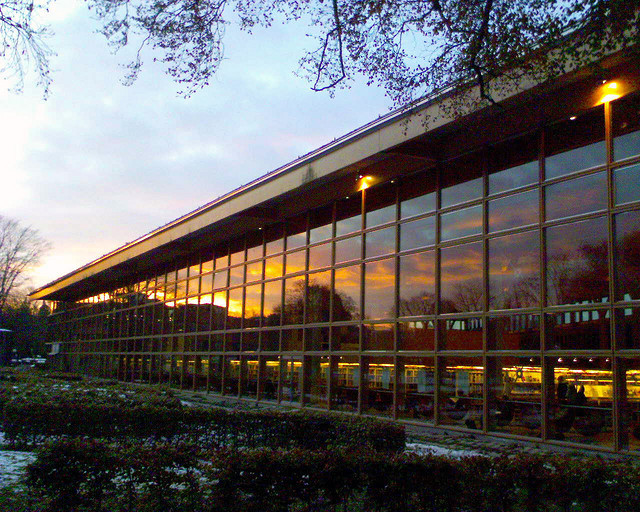
Linköpings stifts- och landsbibliotek 2006.

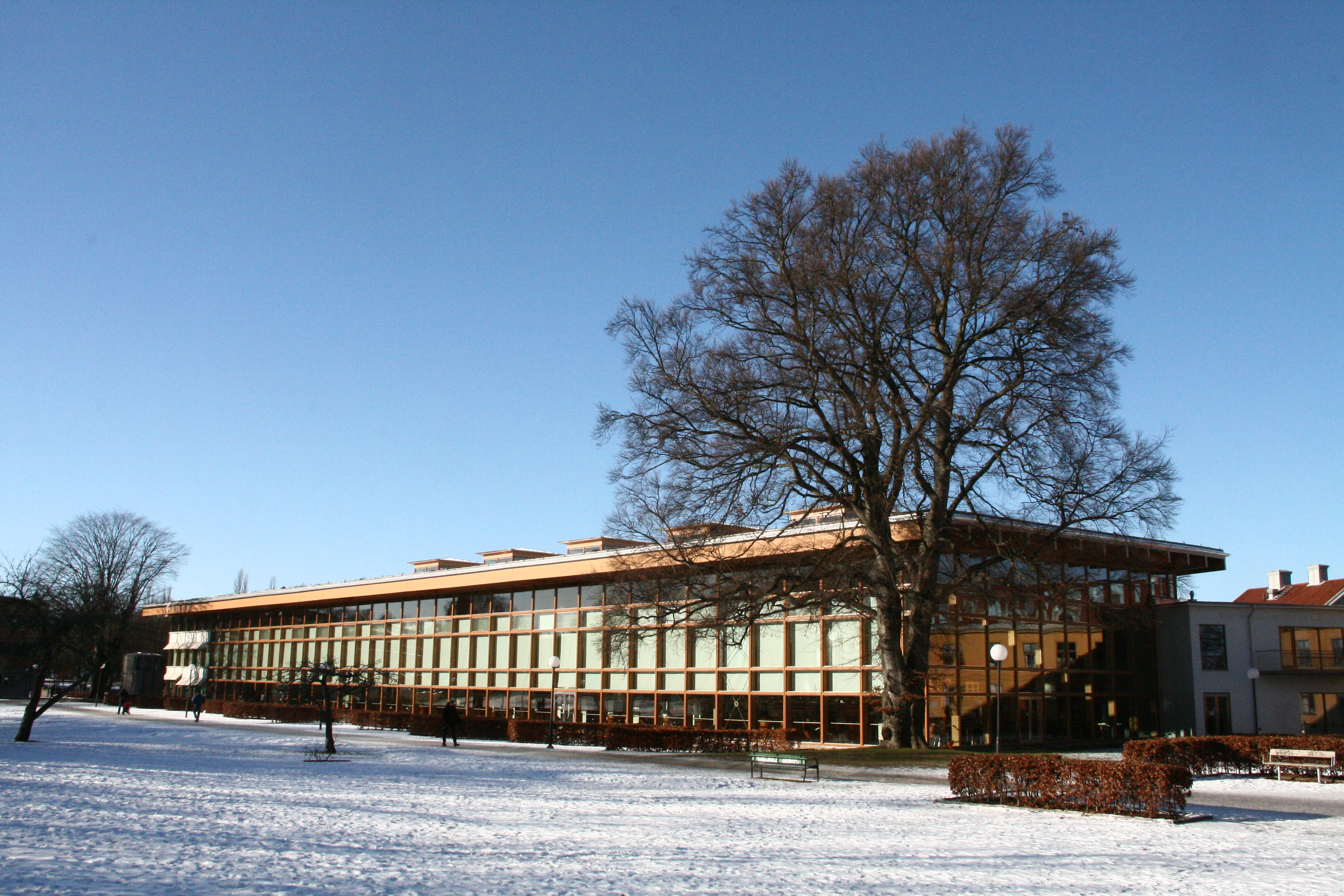
Bibliotekets södra glasfasad mot slottsparken.

Linköpings stifts- och landsbibliotek är huvudbibliotek för Linköpings kommun. Den nuvarande byggnaden invigdes 2000, efter att den föregående förstörts i en brand 1996. Biblioteket är centralt beläget nära Linköpings domkyrka. Byggnaden inrymmer även stadsarkiv, länsbibliotek och kommunens informationskontor. Ett antal filialer är knutna till biblioteket.

## Historik

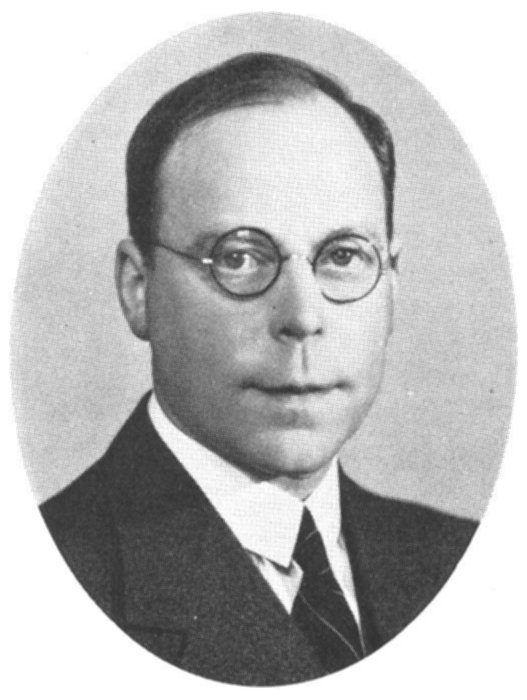
Nils Gobom, foto ur Porträttgalleri från Östergötland (1937).

Boksamlingen vid biblioteket anses ha sitt ursprung i en liten samling handskrifter som 1287 donerades till Linköpings domkyrka. Samlingen var inrymd i domkyrkotornet, men flyttades på 1870-talet till Konsistoriehuset, uppfört 1826. Stiftsbibliotekarie var på 1830-talet Karl Johan Metzén, sedermera kyrkoherde i Klockrike, på 1910-talet Carl Magnus Stenbock och på 1920-talet Nils Gobom.

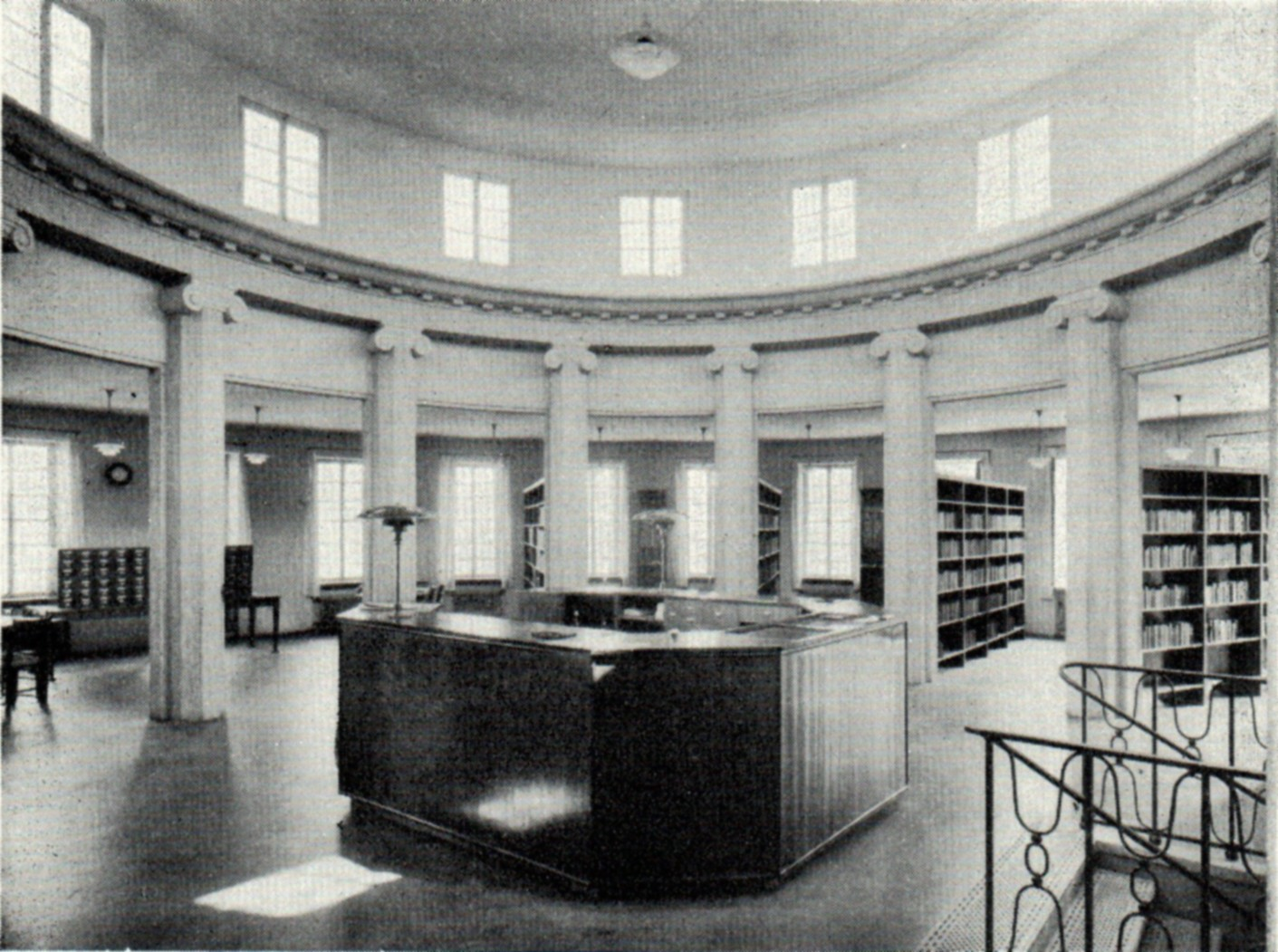
Stifts- och landsbiblioteket i konsistoriehuset vid invigningen 1928.

Linköpings stad inrättade 1861 ett sockenbibliotek i enlighet med folkskolestadgan, inrymt i Ljungstedtska skolhuset. Detta utropades hösten 1864 till stadsbibliotek med Valfrid Hjertberg som bibliotekarie, som dock flyttade till Göteborg 1867 varefter bibliotekets verksamhet avtog. I stället grundades på 1880-talet föreningsbibliotek inom IOGT och ABF. Efter mycket utredande beslöt staden att inrätta ett bibliotek i stadshuset, som öppnade i januari 1924 med den erfarna Elisabeth Berggren som chef och genast blev mycket välbesökt. När stadsbiblioteket slogs samman med stiftsbiblioteket, blev namnet folkbiblioteksavdelningen vid Stifts- och landsbiblioteket. Det betydde att Berggren blev avdelningschef under Gobom. De kom inte överens och hon tog tjänstledigt för att 1926 genomgå Skolöverstyrelsens biblioteksskola. En cirkelrund tillbyggnad, enligt Erik Hahrs ritningar, bakom Konsistoriehuset blev det förenade bibliotekets nya lokal i juni 1928. När Berggren 1928 återvände till Stockholm, efterträddes hon av Greta Conwentz (1882-1933), sedan 1922 änka efter Hugo Conwentz.
1879 återupptäcktes Johan Gustaf Renats kartor i Linköpings stiftsbibliotek av August Strindberg, som då arbetade som extra ordinarie amanuens vid Kungliga biblioteket. Kartorna användes vid Strindbergsfejden.
1973 invigdes en modern biblioteksbyggnad intill Konsistoriehuset. Arkitekt var Bo Cederlöf.

### Branden 1996
Den 20 september 1996, under ett pågående evenemang inom Humanistdygnet, anlades en brand i biblioteket som totalförstördes. Den anlagda branden var kulmen på ett år av mindre anlagda bränder och anonyma hotelser mot en informationsbyrå för invandrare belägen i bibliotekshuset. Trots att polisutredningen konstaterade att gärningsmannen haft tillgång till nycklar och god kännedom om lokalerna och personalens rutiner och att endast en anställd varit i tjänst under samtliga inträffade händelser bedömde åklagaren att indicierna var för svaga för att hålla inför en domstol. Ingen kunde därför gripas för branden och inget åtal väcktes.

### Stölder
Linköpings stadsbibliotek behövde kompetent personal efter branden 1996. Samlingarna som förvarades i källarvalv klarade sig, därav 2 300 handskrifter och 235 000 böcker, men katalogerna över böckerna hade förstörts. Bland 130 sökande var Henrik Jern, filosofie doktor i konstvetenskap, en av de åtta som anställdes. Efter mindre än ett halvår började han stjäla böckerna och sälja dem till ett antikvariat i Göteborg. En stor del av böckerna hamnade så småningom i finansmannen Percy Barneviks boksamling. Under 2002 upptäcktes stölderna. Henrik Jern dömdes först till fyra års fängelse, vilket mildrades till tre av Göta hovrätt.
Boksamlingarna fick under flera år förvaras i tillfälliga lokaler innan det nya biblioteket kunde invigas den 16 mars 2000.

### Den nya byggnaden
Den nya byggnaden ritades av arkitekten Johan Nyrén som vann den arkitekttävling som utlystes 1997. Huset är byggt i limträ och den stora glasfasaden vetter mot Kungsträdgården, Slottet och Domkyrkan. Delar av det gamla biblioteket från 1973 som vetter mot Hunnebergsgatan och som stod kvar efter branden integrerades i den nya byggnaden.
Linköpings bibliotekschef sedan fyra år Peter Åström lämnade plötsligt sin post på våren 2011 och efterträddes i början av 2012 av Lena Axelsson, som tidigare hade varit kultur- och bibliotekschef i Vadstena.

## Bibliotekarier
- 1926: Nils Gobom

### Stiftsbibliotekarier
- 1759: Pehr Tidén
- 1772: Samuel Gustaf Harlingson
- 1783–: Nils Trozelius
- 1790–1800: Johan Peter Tidén
- 1800–1806: Jacob Ek
- 1806: Magnus Georg Meurling
- 1809: Jonas S:s Cadéen
- 1813–1827: Carl Meurling
- 1828: Karl Johan Metzén
- 1836: Pehr Westman
- 1839–1847: Johan Isaac Håhl
- 1845–: Levin Christian Wiede
- 1869–1901: Erik Segerstéen
- 1901–1910: Edvard Friberg
- 1911–1916: Ivar Norberg
- 1917: Carl Magnus Stenbock

### Sockenbibliotekarier
- 1864: Valfrid Hjertberg
- 1924–1926: Elisabeth Berggren